# Amelora conia
Amelora conia är en fjärilsart som beskrevs av Turner 1947. Amelora conia ingår i släktet Amelora och familjen mätare. Inga underarter finns listade i Catalogue of Life.